# 亲爱的同志
《亲爱的同志》（俄語：Дорогие товарищи!）是2020年俄罗斯历史剧情片，由安德烈·康查洛夫斯基执导、监制、编剧，获第77屆威尼斯影展评审团特别奖，代表俄罗斯参与第93届奥斯卡金像奖最佳国际影片奖竞逐，与另外14部电影入选短名单。影片讲述了1962年的新切尔卡斯克屠杀。

## 剧情
1962年，新切尔卡斯克屠杀。地方市委党工柳德米拉是共产主义的坚定信仰者。新切尔卡斯克电力机车厂工人到市委大楼罢工期间，遭政府委员会下令开枪镇压，以此掩盖苏联爆发大型罢工行动的事实。行刑的时候，柳德米拉的女儿在刑场消失，彻底改变了柳德米拉对世界的看法。柳德米拉不顾当局大肆抓捕示威人士，在戒严的城市中四处寻找女儿的踪影。

## 阵容
- 朱莉娅·维索斯卡娅（英语：Julia Vysotskaya） 饰 柳德米拉·“柳达”·思米娜
- 谢尔盖·埃利什 饰 柳达的父亲
- 尤利娅·布罗娃 饰 斯维特卡，柳达小女儿
- 弗拉迪斯拉夫·科马罗夫 饰 洛吉诺夫
- 安德烈·古塞夫 饰 维克多

## 评价
汇总媒体爛番茄依照47条，给影片打出96%的新鲜度，平均得分8.1/10。网站共识写道：“《亲爱的同志》尖锐、严肃地展现了苏联历史中的黑暗一页，这一点在导演愤懑情绪的加持下，显得非常突出。”Metacritic收集到14条评论，打出82/100的加权平均分，表示“普遍好评”。中国社交平台豆瓣删除了影片的条目。